# من و ریتم
"من و ریتم"(به انگلیسی: Me & the Rhythm) آهنگی از سوی سلنا گومز، خواننده آمریکایی از دومین آلبوم استودیویی او احیا (۲۰۱۵) است. این آهنگ در تاریخ ۲ اکتبر ۲۰۱۵ به سیستم عامل‌های دانلود دیجیتال به عنوان اولین و تنها تبلیغ آلبوم منتشر شد. این آهنگ توسط گومز، جاستین ترانتر و جولیا مایکلز، همراه با رابین فردریکسون و ماتیاس لارسون، که به نام Mattman & Robin شناخته می‌شود، نوشته شده‌است. "من و ریتم" آخرین آهنگ ثبت شده برای احیا بود، تصور بعد از گومز، دلخواه آلبوم را به خاطر ضبط مواد بیشتر با مایکلز و ترنتر به تأخیر انداخت. گومز آهنگ مورد علاقه شخصی خود را از آلبوم نامگذاری کرده‌است.
"من و ریتم" آهنگی به سبک‌های موسیقی رقص، دیسکو، آراندبی، سینث‌پاپ است.این آهنگ مفاهیم از دست دادن خود را در طبقه رقص و در حال حاضر آزاد است. "من و ریتم" توسط منتقدان موسیقی معاصر نظرات خوبی دریافت شد، با ستایش به کارگردانان مواجه شد.
این آهنگ همراه با "بیا بگیرش" توسط گومز در امروز برنامه ای از کانال ان‌بی‌سی ترویج می‌شود.این آهنگ در تور احیا نیز خوانده شد است.

## چارت
| جدول (۲۰۱۵)                                 | رتبه |
| ------------------------------------------- | ---- |
| کانادا (۱۰۰ تک‌آهنگ داغ کانادا)              | ۵۷   |
| ۸۳                                          |      |
| فرانسه (اس‌ان‌ئی‌پی)                           | ۱۴۳  |
| ۶۸                                          |      |
| US Bubbling Under Hot 100 Singles (بیلبورد) | ۶    |